# Kamienna Góra (województwo zachodniopomorskie)
Kamienna Góra (niem. Steinberg) – osada w Polsce położona w województwie zachodniopomorskim, w powiecie drawskim, w gminie Czaplinek. W latach 1975–1998 miejscowość administracyjnie należała do województwa koszalińskiego. W roku 2023 osada liczyła 46 mieszkańców. Miejscowość wchodzi w skład sołectwa Kamienna Góra.

## Geografia
Osada leży ok. 1,8 km na wschód od Byszkowa, ok. 1 km na zachód od drogi wojewódzkiej nr 163.